# Poliarterite nodosa
A poliarterite nodosa (PAN), panarterite nodosa, periarterite nodosa ou doença de Kussmaul-Meier é uma inflamação que danifica artérias medianas e pequenas (vasculite) causado pelas células autoimunes, levando a formação de aneurismas nodulares nestes vasos que podem romper e sangrar. Quando superficiais podem ser vistos ou palpados. Costuma afetar pessoas entre os 40-60 anos e é duas vezes mais comum em homens. Sem tratamento a taxa de sobrevivência a 5 anos é de 13%, com tratamento a sobrevivência é 80%.

## Sinais e sintomas
Os sintomas dependem da amplitude dos danos vasculares em órgãos afetados, frequentemente a pele, coração, rins e sistema nervoso. Sintomas generalizados incluem:
- Febre,
- Fadiga,
- Fraqueza,
- Perda de apetite,
- Perda de peso,
- Dores musculares e articulares.

A pele pode mostrar erupções cutâneas, inchaço, úlceras, e caroços, livedo reticular. Também pode causar dor testicular ou abdominal com mononeuropatias ou polineuropatias em 60% dos pacientes.

## Diagnóstico
Exames laboratoriais podem indicar leucocitose, anemia normocrômica, trombocitose, proteinúria e proteína C reativa elevada. A arteriografia mostra oclusões arteriais, sinais de necrose endotelial, pró-inflamatórios e aneurismas. Na biópsia de vasos, observa-se muitos neutrófilos. Ao atingir o rim induz hipertensão arterial diastólica (>90mmHg), altos valores de ureia (>80) e creatinina (>1,5). Comumente há sorologia para Hepatite positiva.

## Epidemiologia
É uma doença rara, com 1 a 4 casos por cada 100.000 habitantes, sendo mais comum em portadores do vírus da hepatite B. É duas vezes mais comum em homens e entre os 45 e 65 anos.

## Tratamento
O tratamento é feito com medicamentos imunosupressivos como prednisona e ciclofosfamida.
Pode aparecer com outras doenças autoimunes como Lúpus eritematoso sistêmico, Síndrome de Sjögren ou artrite reumatoide.